# Pat Corrales
Pour les articles homonymes, voir Corrales.
Patrick Corrales, dit Pat Corrales né le 20 mars 1941 à Los Angeles (Californie) et mort le 27 août 2023 à Big Canoe (Géorgie), est un ancien joueur et manager américain de baseball. Il évolue comme receveur en ligue majeure entre 1964 et 1973 puis devient manager en ligue majeure entre 1978 et 1987. Il fait une apparition au bâton lors des Séries mondiales 1970, perdue par les Reds dont il portait alors les couleurs.

## Carrière

### Joueur
Corrales est un receveur qui n'a jamais réussit à s'imposer comme titulaire dans les quatre franchises pour lesquelles il joue entre 1964 et 1973. Il prend part à 300 matches sur 9 saisons avec un pic en 1963 : 63 matches joués et 174 passages au bâton. Malgré ce statut de remplaçant, il parvient à faire une apparition en Série mondiale en 1970. 

### Entraîneur
Corrales commence sa carrière de manager en ligue majeure en prenant en mains les Texas Rangers à l'occasion du dernier match de la saison 1978.
Corrales est licencié alors que son équipe est en tête de sa division. Il est remercié le 18 juillet 1983 par les Phillies en raison de plaintes répétées de ses joueurs. « J'ai été viré car ils n'appréciaient pas ma discipline. Je traite tout le monde de la même façon, de la superstar au 25e joueur. » indique Corrales par la suite. 
À la recherche d'un manager agressif, Cleveland l'engage le 31 juillet 1983 en remplacement de Mike Ferraro. Il termine la saison en cours en enregistrant 30 victoires en 62 matches, puis enchaine durant trois saisons, bénéficiant d'une totale confiance de sa hiérarchie malgré des résultats catastrophiques en 1985 : 60 victoires pour 102 défaites. La saison suivante, les Indians signent leur meilleure saison depuis 18 ans avec 84 victoires pour 78 défaites. L'euphorie est de mise à Cleveland durant l'hiver 1986-1987, et l'hebdomadaire sportif Sports Illustrated fait sa couverture avec Joe Carter et Cory Snyder sous le titre « Indians Uprising », présentant la franchise comme le futur vainqueur de la Ligue américaine en 1987. L'équipe enregistre 101 défaites et hérite de la dernière place de sa division. Corrales est renvoyé avant la fin de cette saison, le 16 juillet, avec un bilan de 31 victoires pour 56 défaites. Son contrat lui permet toutefois de percevoir son salaire jusqu'à la fin de la saison et de confortables primes en 1988.
Il est manager des Toledo Mud Hens en ligue mineure en 1988 puis devient instructeur chez les Atlanta Braves en 1990. Il reste en poste chez les Braves jusqu'en 2006.